# Nederlandse kampioenschappen schaatsen afstanden 1996 - 1000 meter vrouwen
De 1000 meter vrouwen op de Nederlandse kampioenschappen schaatsen afstanden 1996 werd gereden in maart 1996 in ijsstadion Kardinge in Groningen. 
Er namen deze editie veertien schaatsster deel. Titelverdedigster was Sandra Zwolle, zij prolongeerde haar titel.

## Uitslag
| #      | Schaatser             | tijd    |
| ------ | --------------------- | ------- |
| Goud   | Sandra Zwolle         | 1.23,98 |
| Zilver | Christine Aaftink     | 1.24,32 |
| Brons  | Marianne Timmer       | 1.24,87 |
| 4      | Andrea Nuyt           | 1.25,39 |
| 5      | Léontine van Meggelen | 1.26,62 |
| 6      | Colette Zee           | 1.26,68 |
| 7      | Marieke Wijsman       | 1.26,73 |
| 8      | Elke Zijlstra         | 1.27,38 |
| 9      | Nathalie ten Hoor     | 1.28,27 |
| 10     | Martine Oosting       | 1.28,41 |
| 11     | Anja Bollaart         | 1.28,93 |
| 12     | Floor van Slochteren  | 1.29,05 |
| 13     | Paula Buijtenhuijs    | 1.29,10 |
| 14     | Kaśka Rogulska        | 1.29,29 |

Uitslag
1987 · 
1988 · 
1989 · 
1990 · 
1991 · 
1992 · 
1993 · 
1994 · 
1995 · 
1996 · 
1997 · 
1998 · 
1999 · 
2000 · 
2001 · 
2002 · 
2003 · 
2004 · 
2005 · 
2006 · 
2007 · 
2008 · 
2009 · 
2010 · 
2011 · 
2012 · 
2013 · 
2014 · 
2015 · 
2016 · 
2017 · 
2018 · 
2019 · 
2020 · 
2021 · 
2022 · 
2023 · 
2024 · 
2025